# 洛斯奇萊斯區
洛斯奇萊斯區（西班牙語：Los Chiles），是哥斯達黎加的一個區，位於該國西北部阿拉胡埃拉省，面積535.93平方公里，海拔高度31米，2011年人口9,900，人口密度每平方公里18.47人。